# Dominicains
Dominicains is een Belgisch bier. Het wordt gebrouwen voor brouwerij 3F, gevestigd te Frameries. 

## Bieren
Er bestaan 3 varianten:
- Dominicains Dubbel  is een blond bier met een alcoholpercentage van 6,9%.
- Dominicains Tripel  is een blonde tripel met een alcoholpercentage van 8.2%.
- Dominicains Quadrupel  is een blonde quadrupel met een alcoholpercentage van 9.2%.

## Prijzen
- In 2018 kreeg Dominicains Quadrupel een gouden medaille bij de World Beer Awards.[1]